# Trabajito de chinos
Trabajito de chinos es el primer álbum de La Shica, publicado en marzo de 2008. Es un disco en el que fusiona diversos géneros en busca de un estilo personal. En la puesta en escena funde el flamenco, la copla, con el hip hop y la danza contemporánea.
La canción que desencadenó su sonido y fue el primer sencillo del trabajo fue  Zíngara rapera, cuyo estribillo es toda una declaración de principios: "Zíngara rapera, con jazmines en el pelo y sudadera/flamenca hip hopera con vestido de volantes y unas playeras".
En el disco participan cantando Miguel Poveda en "Dos carnes paralelas" y Miguel Campello, miembro de Elbicho, en "Vicio". También incluye una versión de la popular María de la O del maestro Rafael de León.

## Canciones
1. "Zíngara rapera" (3:25)
2. "Sol de mi sol" (3:04)
3. "Lloro" (3:45)
4. "Suerte" (3:12)
5. "Dos carnes paralelas" (4:55)
6. "Viviendo con el viento" (4:19)
7. "Vicio" (2:59)
8. "Asesino" (3:10)
9. "Mari Carmen" (2:54)
10. "María de la O" (4:07)
11. "Probador" (4:11)
12. "Madre" (4:05)